# Dyvelsten
Dyvelsten – miejscowość (tätort) w Szwecji, w regionie administracyjnym (län) Värmland, w gminie Forshaga.
Według danych Szwedzkiego Urzędu Statystycznego liczba ludności wyniosła: 241 (31 grudnia 2015), 252 (31 grudnia 2018) i 254 (31 grudnia 2019).